# Il nuovo abito
Il nuovo abito è un racconto breve della celebre autrice inglese Virginia Woolf.
È stato scritto nel 1924, mentre Virginia Woolf era occupata a terminare La signora Dalloway (che sarebbe stato pubblicato l'anno successivo). È possibile che tale racconto fosse originariamente uno dei capitoli del romanzo con il quale condivide alcuni caratteri ed eventi. Non è stato dato alle stampe fino al 1927 quando è apparso nell'edizione di maggio della rivista di New York Il Forum. Alla fine, come molti altri, è confluito nell'ampia raccolta di storie postume, del 1944, intitolata Una casa infestata.
Il flusso di coscienza narrativo riguarda Mabel Waring, profondamente auto-consapevole e insicura, frequentemente ospitata da Clarissa Dalloway. Mabel indossa un abito nuovo anche se di vecchio stile; e tale simbolo è emblematico del suo carattere teso, insicuro e indeterminato.